# 2024年メキシコシティグランプリ
2024年メキシコシティグランプリ（英: 2024 Mexico City Grand Prix、正式名称: Formula 1 Gran Premio de la Ciudad de México 2024）は、2024年のF1世界選手権第20戦として、2024年10月27日にエルマノス・ロドリゲス・サーキットで開催された。

## 背景
タイヤ
ピレリが持ち込んだドライ用タイヤのコンパウンドはハード（白）：C3、ミディアム（黄）：C4、ソフト（赤）：C5のソフト寄りの組み合わせ。これらとは別に、来年から導入される予定でC5より柔らかい「C6」をFP2でテストするため、FP2の走行時間を通常の60分から90分に伸ばす。
| ドライ用   | ドライ用       | ドライ用   | ウェット用           | ウェット用   |
| C3         | C4             | C5         | インターミディエイト | フルウェット |
| ---------- | -------------- | ---------- | -------------------- | ------------ |
| （ハード） | （ミディアム） | （ソフト） | （小雨用）           | （大雨用）   |
DRS：3箇所
メインストレート上にある2つ目のDRSゾーン（DRS2）の開始地点が165m先から240m先に移され、75m短縮された。
※（　）内は検知ポイント。太字は前年からの変更点。
- DRS1：ターン11の80m先から（ターン9の70m先）
- DRS2：ターン17の240m先から（ターン15の出口）
- DRS3：ターン3の115m先から（同上）

特別カラーリング
- ウィリアムズ：フランコ・コラピントの起用に伴いスポンサーとなったメルカド・リブレのプロモーションの一環として、本GPと次戦サンパウロGPの2戦においてFW46のエンジンカバー部分とレーシングスーツに同社のコーポレートカラーである黄色を取り入れる。

アロンソの出場400戦目
フェルナンド・アロンソが2001年のデビューから400戦目のF1参戦を迎える。なお、アロンソは体調不良のため木曜日のメディアデーを欠席したが、後述の通りFP1は走行せず、FP2からの参加を目指す。

## エントリー
フリープラクティスドライバー
F1を目指すルーキードライバーを年2回（マシン1台につき年1回）FP1に参加させる義務付けに基づき、以下の5チームがFP1に参加するドライバーを起用した。
- メルセデス：来季からメルセデスのレギュラードライバーとなるアンドレア・キミ・アントネッリが、ルイス・ハミルトンに代わってFP1を走行する。
- フェラーリ：来季からハースのレギュラードライバーとなるオリバー・ベアマンが、シャルル・ルクレールに代わってFP1を走行する。
- マクラーレン：リザーブドライバーのパトリシオ・オワードが、ランド・ノリスに代わってFP1を走行する。
- アストンマーティン：リザーブドライバーのフェリペ・ドルゴヴィッチが、フェルナンド・アロンソに代わってFP1を走行する。
- キック・ザウバー：パワーユニットの供給元であるフェラーリでリザーブドライバーを務めるロバート・シュワルツマンが、周冠宇に代わってFP1を走行する。

## フリー走行

### FP1
2024年10月25日 12:30 CDT (UTC-5)
（特記のない出典：）
- 気温：18 °C (64 °F) 路面温度：43 °C (109 °F) 天候：晴 路面状況：ドライ

前述の通り、FP1のみ走行する若手ドライバー5人が参加した。開始5分、パーツがコース上に落ちたことで赤旗が出され、アンドレア・キミ・アントネッリがこのパーツを踏んでしまったが大事には至らなかった。
開始22分、アレクサンダー・アルボンがターン9でオリバー・ベアマンを抜く際にコントロールを失いながら接触し、ベアマンはターン11手前のコース上にマシンを止め、アルボンはターン10のバリアにヒットしてしまい、2度目の赤旗中断となった。
この接触により出された黄旗の区間でロバート・シュワルツマンが角田裕毅を追い越してしまったため、シュワルツマンは次回のレース参加時に5グリッド降格ペナルティを科せられることになった。角田はこのセッションで3番手タイムをマークした。
マックス・フェルスタッペンは残り8分で「ノーパワー」を訴えてピットに戻った。フェルスタッペンはエンジンからのノイズを感じていた。

### FP2
2024年10月25日 16:00 CDT (UTC-5)
（特記のない出典：）
- 気温：18 °C (64 °F) 路面温度：43 °C (109 °F) 天候：晴 路面状況：ドライ

前述の通り、ピレリが開発している翌年用の新しいスリックタイヤのテストを実施するため、セッションの時間が90分に延長された。このセッションはピレリが定めた燃料搭載量を積み、2セットのコンパウンドでパフォーマンスランとロングランの両方をこなす必要がある。ただし、FP1に参加しなかったドライバーは90分のうち30分は自由に走行できる。
FP1でクラッシュしたアルボンとベアマンに代わったシャルル・ルクレールはマシンの修復作業により、セッション開始から参加できなかった。フェルスタッペンはFP1に続いてエンジンからのノイズを感じ、タイムを記録できたのはわずか4周だけだった。開始23分、ジョージ・ラッセルがターン9のバリアにクラッシュし赤旗が出された。残り54分に再開され、ルクレールのマシンは修復されてコースインできたが、アルボンのマシン修復はセッション終了まで間に合わず走行できなかった。角田はFP2も3番手タイムを記録した。

### FP3
2024年10月26日 11:30 CDT (UTC-5)
（特記のない出典：）
- 気温：17 °C (63 °F) 路面温度：31 °C (88 °F) 天候：晴 路面状況：ドライ

前日に起きたフェルスタッペンのエンジンから出るノイズについての問題は、カーフュー（夜間時間外労働禁止）を破ってパワーユニットを過去使用したものに交換する対処を行った。
オスカー・ピアストリがトップタイムを記録し、マクラーレン勢が1-2。角田は中団勢でトップの7番手につけ、母国グランプリのセルジオ・ペレスは14番手と振るわなかった。

### フリー走行の結果
| 順位  | ドライバー         | コンストラクター | タイム   |
| ----- | ------------------ | ---------------- | -------- |
| 1     | G.ラッセル         | メルセデス       | 1:17.998 |
| 2     | C.サインツ         | フェラーリ       | 1:18.315 |
| 3     | 角田裕毅           | RB               | 1:18.699 |
| 4     | M.フェルスタッペン | レッドブル       | 1:18.839 |
| 5     | N.ヒュルケンベルグ | ハース           | 1:18.904 |
| 出典: |                    |                  |          |

| 順位  | ドライバー   | コンストラクター | タイム   |
| ----- | ------------ | ---------------- | -------- |
| 1     | C.サインツ   | フェラーリ       | 1:17.699 |
| 2     | O.ピアストリ | マクラーレン     | 1:17.877 |
| 3     | 角田裕毅     | RB               | 1:17.878 |
| 4     | C.ルクレール | フェラーリ       | 1:17.887 |
| 5     | L.ノリス     | マクラーレン     | 1:17.948 |
| 出典: |              |                  |          |

| FP3 \| 順位 \| ドライバー \| コンストラクター \| タイム \| \| ---------- \| ------------------ \| ---------------- \| -------- \| \| 1 \| O.ピアストリ \| マクラーレン \| 1:16.492 \| \| 2 \| L.ノリス \| マクラーレン \| 1:16.551 \| \| 3 \| C.サインツ \| フェラーリ \| 1:16.832 \| \| 4 \| M.フェルスタッペン \| レッドブル \| 1:17.003 \| \| 5 \| L.ハミルトン \| メルセデス \| 1:17.060 \| \| 出典: [29] \| \| \| \| | - 注: いずれもトップ5まで掲載。 |                  |          |
| 順位 | ドライバー                      | コンストラクター | タイム   |
| 1 | O.ピアストリ                    | マクラーレン     | 1:16.492 |
| 2 | L.ノリス                        | マクラーレン     | 1:16.551 |
| 3 | C.サインツ                      | フェラーリ       | 1:16.832 |
| 4 | M.フェルスタッペン              | レッドブル       | 1:17.003 |
| 5 | L.ハミルトン                    | メルセデス       | 1:17.060 |
| 出典: |                                 |                  |          |

## 予選
2024年10月26日 15:00 CDT (UTC-5)
（特記のない出典：）
- 気温：22 °C (72 °F) 路面温度：41 °C (106 °F) 天候：曇 路面状況：ドライ

カルロス・サインツが今季初のポールポジションを獲得した。チャンピオンを争うマックス・フェルスタッペンとランド・ノリスがサインツに続いたが、両者のチームメイトであるセルジオ・ペレスはタイムが伸びず、オスカー・ピアストリはラストアタックのタイムがトラックリミット違反で抹消され、ともにQ1で敗退した。角田裕毅はQ2のラストアタックでクラッシュを喫し、赤旗が出されてセッションは終了し、11番手でQ3進出を逃した。

### 予選結果
| 順位                | No. | ドライバー                 | コンストラクター                        | Q1       | Q2       | Q3       | Grid |
| ------------------- | --- | -------------------------- | --------------------------------------- | -------- | -------- | -------- | ---- |
| 1                   | 55  | カルロス・サインツ         | フェラーリ                              | 1:16.778 | 1:16.515 | 1:15.946 | 1    |
| 2                   | 1   | マックス・フェルスタッペン | レッドブル-ホンダ・RBPT                 | 1:16.803 | 1:16.514 | 1:16.171 | 2    |
| 3                   | 4   | ランド・ノリス             | マクラーレン-メルセデス                 | 1:16.505 | 1:16.301 | 1:16.260 | 3    |
| 4                   | 16  | シャルル・ルクレール       | フェラーリ                              | 1:16.972 | 1:16.641 | 1:16.265 | 4    |
| 5                   | 63  | ジョージ・ラッセル         | メルセデス                              | 1:17.194 | 1:16.937 | 1:16.356 | 5    |
| 6                   | 44  | ルイス・ハミルトン         | メルセデス                              | 1:17.306 | 1:16.973 | 1:16.651 | 6    |
| 7                   | 20  | ケビン・マグヌッセン       | ハース-フェラーリ                       | 1:17.125 | 1:17.003 | 1:16.886 | 7    |
| 8                   | 10  | ピエール・ガスリー         | アルピーヌ-ルノー                       | 1:17.149 | 1:17.048 | 1:16.892 | 8    |
| 9                   | 23  | アレクサンダー・アルボン   | ウィリアムズ-メルセデス                 | 1:17.189 | 1:16.988 | 1:17.065 | 9    |
| 10                  | 27  | ニコ・ヒュルケンベルグ     | ハース-フェラーリ                       | 1:17.186 | 1:16.995 | 1:17.365 | 10   |
| 11                  | 22  | 角田裕毅                   | RB-ホンダ・RBPT                         | 1:17.182 | 1:17.129 | n/a      | 11   |
| 12                  | 30  | リアム・ローソン           | RB-ホンダ・RBPT                         | 1:17.380 | 1:17.162 | n/a      | 12   |
| 13                  | 14  | フェルナンド・アロンソ     | アストンマーティン・アラムコ-メルセデス | 1:17.307 | 1:17.168 | n/a      | 13   |
| 14                  | 18  | ランス・ストロール         | アストンマーティン・アラムコ-メルセデス | 1:17.407 | 1:17.294 | n/a      | 14   |
| 15                  | 77  | バルテリ・ボッタス         | キック・ザウバー-フェラーリ             | 1:17.393 | 1:17.817 | n/a      | 15   |
| 16                  | 43  | フランコ・コラピント       | ウィリアムズ-メルセデス                 | 1:17.558 | n/a      | n/a      | 16   |
| 17                  | 81  | オスカー・ピアストリ       | マクラーレン-メルセデス                 | 1:17.597 | n/a      | n/a      | 17   |
| 18                  | 11  | セルジオ・ペレス           | レッドブル-ホンダ・RBPT                 | 1:17.611 | n/a      | n/a      | 18   |
| 19                  | 31  | エステバン・オコン         | アルピーヌ-ルノー                       | 1:17.617 | n/a      | n/a      | PL 1 |
| 20                  | 24  | 周冠宇                     | キック・ザウバー-フェラーリ             | 1:18.072 | n/a      | n/a      | 19   |
| 107% time: 1:21.860 |     |                            |                                         |          |          |          |      |
| 出典:               |     |                            |                                         |          |          |          |      |

追記
- ^1 - オコンはパルクフェルメ下で年間最大使用数を超えるパワーユニットのエレメント（3基目のES（エナジーストア） / CE（コントロールエレクトロニクス））[注 4]に交換したためピットレーンスタート[34][35]

## 決勝
2024年10月27日 14:00 CDT (UTC-5)
（特記のない出典：）
- 気温：20 °C (68 °F) 路面温度：37 °C (99 °F) 天候：曇 路面状況：ドライ

カルロス・サインツがポール・トゥ・ウィンで今季2勝目を挙げた。
サインツはスタートでマックス・フェルスタッペンの先行を許した。後方で角田裕毅とアレクサンダー・アルボンが接触してともにリタイアとなり、セーフティカーが導入された。母国グランプリを迎えたセルジオ・ペレスはフロントタイヤがグリッドボックスを越えた位置からスタートしたため、5秒ペナルティが科せられた。
7周目にセーフティカーが退くとサインツがフェルスタッペンに迫り、9周目に首位の座を取り戻した。次の周のターン4でランド・ノリスもフェルスタッペンにオーバーテイクを仕掛けたが、フェルスタッペンはノリスをコース外へ押し出してしまう。ノリスはフェルスタッペンの前で合流し、ターン7でフェルスタッペンがノリスに仕掛けるも両者コース外に飛び出してしまい、その隙をついたシャルル・ルクレールの先行を許した結果、フェラーリの1-2体制となった。フェルスタッペンはノリスとの2件のバトルに対して10秒ペナルティが続けて出され、優勝争いから脱落した。
400戦目の参戦となったフェルナンド・アロンソは、16周目にブレーキ温度の上昇によりピットへ戻りリタイアした。
フェラーリの1-2体制は61周目まで続いたが、ノリスがルクレールに接近していく。次の周にルクレールがオーバーランしてしまい、ノリスに2位の座を奪われた。4-5位のメルセデス勢に大差をつけていたルクレールはファステストラップを獲得するためにソフトタイヤへ交換し、最終ラップでファステストラップを獲得して1点をもぎ取った。フェルスタッペンは20秒のペナルティを消化した後、FP3で走行距離がかさんだ古いエンジンに急遽交換した影響でペース不足に陥り、6位まで挽回するのが精一杯だった。ペレスは姉妹チームであるRBのリアム・ローソンと接触した際のダメージにより順位を上げることができず、最後はルクレールとともにファステストラップを狙ってソフトタイヤに交換したが失敗に終わり、散々な母国グランプリとなってしまった。ペレスは接触したローソンのドライビングや侮辱行為に対して激しく非難した。
フェラーリは2022年以来2年ぶりの連勝を飾り、レッドブルを抜いてコンストラクターズランキング2位に浮上した。ドライバーズタイトル争いは、2位のノリスが首位フェルスタッペンとの差を47点に縮めた。

### レース結果
| 順位  | No. | ドライバー                   | コンストラクター                        | 周回数 | タイム/リタイア原因 | Grid | Pts.  |
| ----- | --- | ---------------------------- | --------------------------------------- | ------ | ------------------- | ---- | ----- |
| 1     | 55  | カルロス・サインツ           | フェラーリ                              | 71     | 1:40:55.800         | 1    | 25    |
| 2     | 4   | ランド・ノリス               | マクラーレン-メルセデス                 | 71     | +4.705              | 3    | 18    |
| 3     | 16  | シャルル・ルクレール         | フェラーリ                              | 71     | +34.387             | 4    | 16 FL |
| 4     | 44  | ルイス・ハミルトン           | メルセデス                              | 71     | +44.780             | 6    | 12    |
| 5     | 63  | ジョージ・ラッセル           | メルセデス                              | 71     | +48.536             | 5    | 10    |
| 6     | 1   | マックス・フェルスタッペン 1 | レッドブル-ホンダ・RBPT                 | 71     | +59.558             | 2    | 8     |
| 7     | 20  | ケビン・マグヌッセン         | ハース-フェラーリ                       | 71     | +1:03.642           | 7    | 6     |
| 8     | 81  | オスカー・ピアストリ         | マクラーレン-メルセデス                 | 71     | +1:04.928           | 17   | 4     |
| 9     | 27  | ニコ・ヒュルケンベルグ       | ハース-フェラーリ                       | 70     | +1 Lap              | 10   | 2     |
| 10    | 10  | ピエール・ガスリー           | アルピーヌ-ルノー                       | 70     | +1 Lap              | 8    | 1     |
| 11    | 18  | ランス・ストロール           | アストンマーティン・アラムコ-メルセデス | 70     | +1 Lap              | 14   |       |
| 12    | 43  | フランコ・コラピント         | ウィリアムズ-メルセデス                 | 70     | +1 Lap 2            | 16   |       |
| 13    | 31  | エステバン・オコン           | アルピーヌ-ルノー                       | 70     | +1 Lap              | PL   |       |
| 14    | 77  | バルテリ・ボッタス           | キック・ザウバー-フェラーリ             | 70     | +1 Lap              | 15   |       |
| 15    | 24  | 周冠宇                       | キック・ザウバー-フェラーリ             | 70     | +1 Lap              | 19   |       |
| 16    | 30  | リアム・ローソン             | RB-ホンダ・RBPT                         | 70     | +1 Lap              | 12   |       |
| 17    | 11  | セルジオ・ペレス 3           | レッドブル-ホンダ・RBPT                 | 70     | +1 Lap              | 18   |       |
| Ret   | 14  | フェルナンド・アロンソ       | アストンマーティン・アラムコ-メルセデス | 15     | ブレーキ            | 13   |       |
| Ret   | 23  | アレクサンダー・アルボン     | ウィリアムズ-メルセデス                 | 0      | 接触                | 9    |       |
| Ret   | 22  | 角田裕毅                     | RB-ホンダ・RBPT                         | 0      | 接触                | 11   |       |
| 出典: |     |                              |                                         |        |                     |      |       |

追記
- ^FL - ファステストラップの1点を含む
- ^1 - フェルスタッペンはノリスをコース外へ押し出したため、10秒のタイムペナルティとペナルティポイント2点（累積6点）が科せられ[49]、コース外を走行してアドバンテージを得たため、さらに10秒のタイムペナルティが科せられた[50]（合計20秒のタイムペナルティはピットインで消化）[38]
- ^2 - コラピントはローソンと接触した件の責任を問われ、10秒のタイムペナルティ（ペナルティ未消化のため、レースタイムに10秒加算）とペナルティポイント2点（累積2点）が科せられた[51]
- ^3 - ペレスは不正スタートにより、5秒のタイムペナルティ（ピットインで消化）が科せられた[37][52]

勝者カルロス・サインツの平均速度
- 181.524 km/h (112.794 mph)

ファステストラップ
- シャルル・ルクレール - 1:18.336（71周目）

ラップリーダー
太字は最多ラップリーダー
- マックス・フェルスタッペン - 8周 (1-8)
- カルロス・サインツ - 63周 (9-71)

## 達成された主な記録
（特記のない出典：）
ドライバー
- 400回目の参戦：フェルナンド・アロンソ[6][39][7][注 1]
- 10回目のファステストラップ：シャルル・ルクレール

## 第20戦終了時点のランキング
|       | 順位 | ドライバー                 | ポイント |
| ----- | ---- | -------------------------- | -------- |
|       | 1    | マックス・フェルスタッペン | 362      |
|       | 2    | ランド・ノリス             | 315      |
|       | 3    | シャルル・ルクレール       | 291      |
|       | 4    | オスカー・ピアストリ       | 251      |
|       | 5    | カルロス・サインツ         | 240      |
| 出典: |      |                            |          |

|       | 順位 | コンストラクター                        | ポイント |
| ----- | ---- | --------------------------------------- | -------- |
|       | 1    | マクラーレン-メルセデス                 | 566      |
| 1     | 2    | フェラーリ                              | 537      |
| 1     | 3    | レッドブル-ホンダ・RBPT                 | 512      |
|       | 4    | メルセデス                              | 366      |
|       | 5    | アストンマーティン・アラムコ-メルセデス | 86       |
| 出典: |      |                                         |          |

- 注：いずれもトップ5まで掲載。